# Domo de Taipei

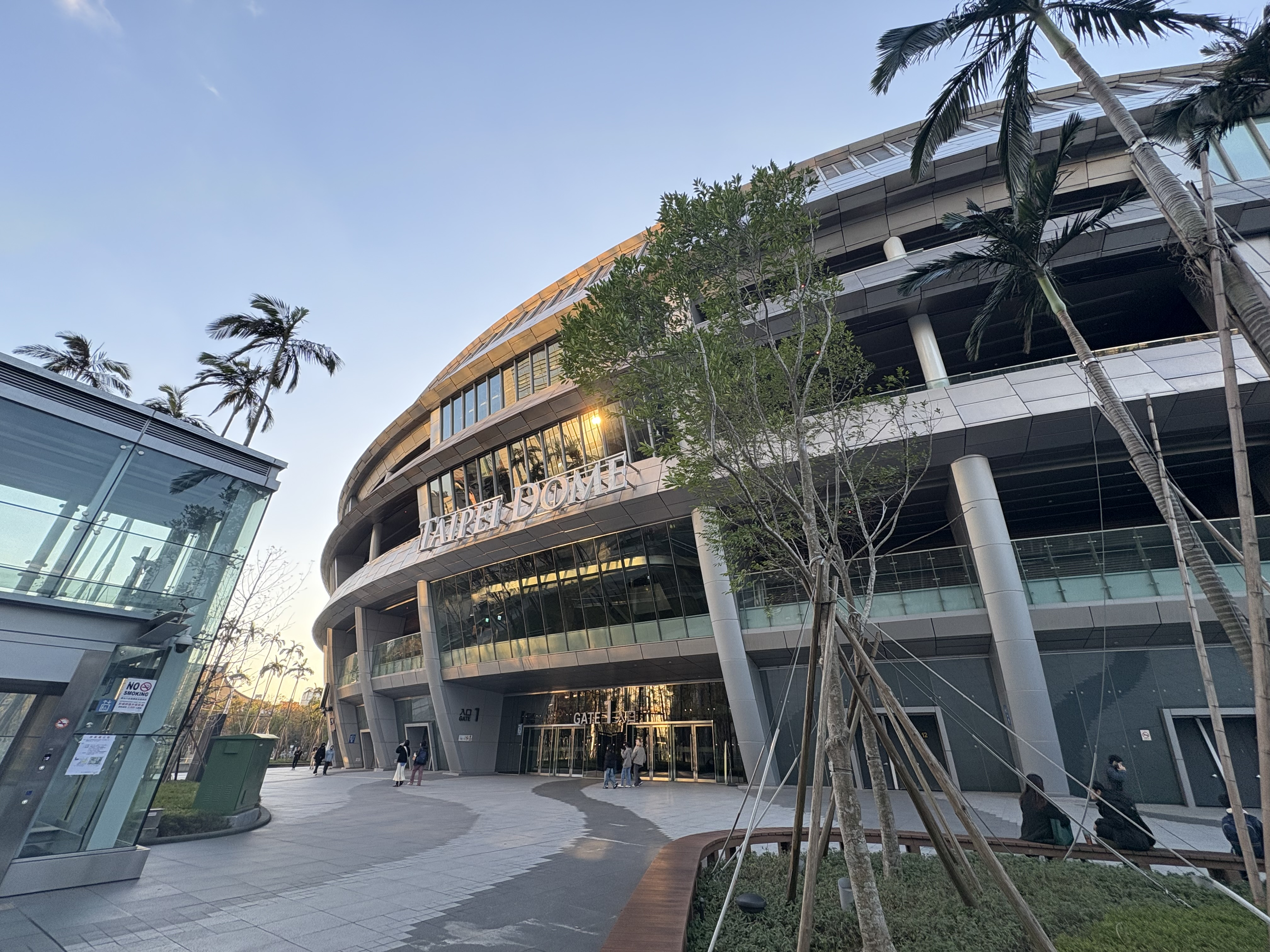
El exterior frontal de Taipei Dome en 2025

El Domo de Taipéi (en chino: 台北大巨蛋) es un estadio multiuso ubicado en la capital de la isla de Taiwán, Taipéi; su obras comenzaron en el año 2007, y fue terminado en el año 2011, cuando  su capacidad alcanzó los 40 mil espectadores, siendo usado principalmente para la práctica del béisbol. Es propiedad del gobierno municipal de la ciudad de Taipéi. Es el estadio usado para el béisbol de mayor capacidad del país.

## Historia

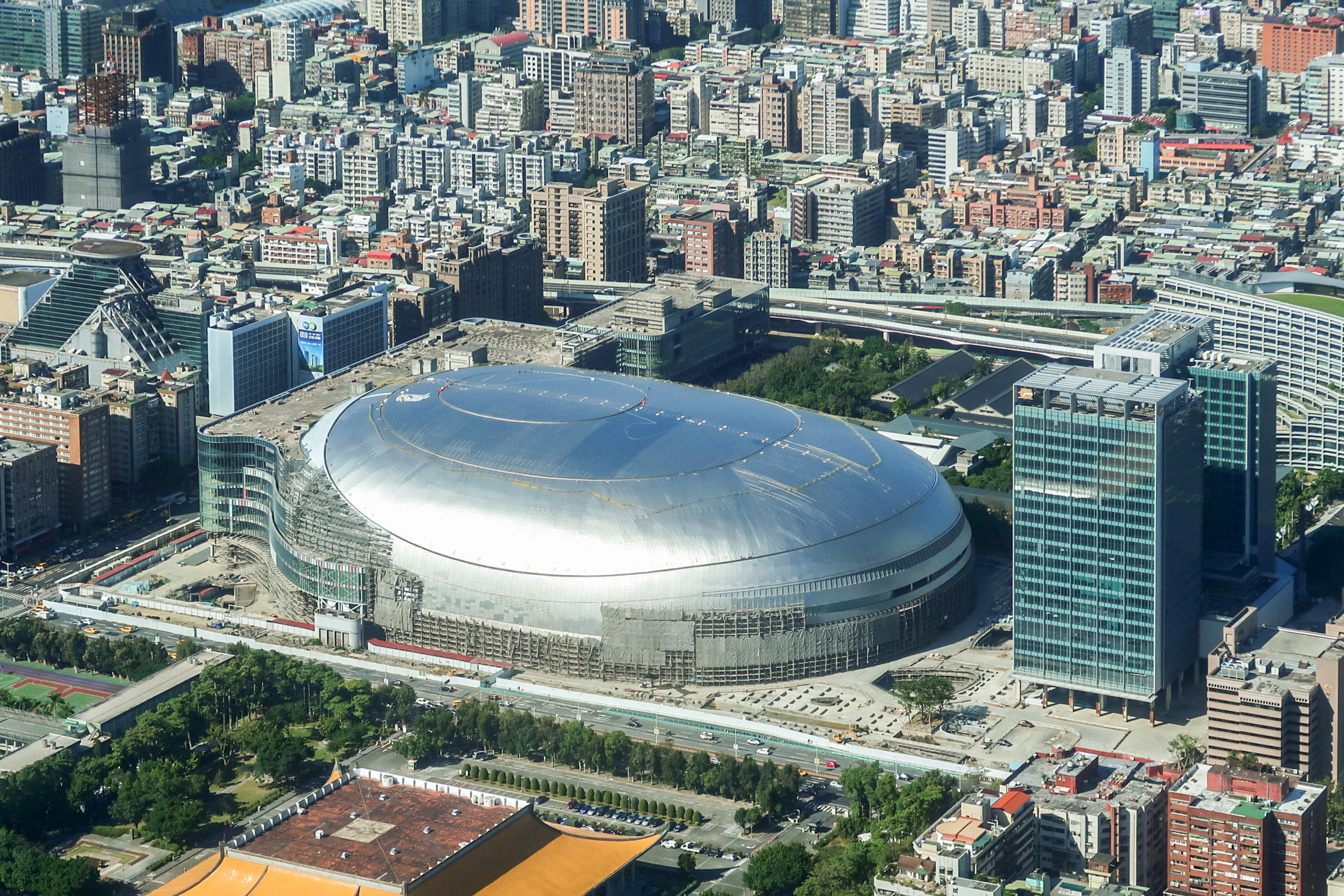
Taipei Dome en construcción en 2019

En junio de 2010, el gobierno de la ciudad de Taipéi rechazó un plan para una importante ampliación del proyecto del estadio Taipei Dome. El plan, que habría añadido más tiendas, un complejo de cines y un hotel, fue denegado por problemas de tráfico en la zona. El 9 de diciembre de 2010, el diseño de la cúpula pasó la revisión de diseño urbano de la ciudad. El diseño que se propuso entonces incluye un estadio cubierto con 40.000 asientos junto con distritos comerciales y residenciales. 
La cúpula fue construida a través de un contrato entre el gobierno de la ciudad y el Grupo Farglory. Sin embargo, en marzo de 2011, el proceso de revisión de la evaluación ambiental se retrasó hasta abril de 2011. La evaluación se pospuso de nuevo a finales de marzo de 2011 debido a la insuficiente información del contratista. En mayo de 2011, el Comité de Revisión de la Evaluación de Impacto Ambiental aprobó condicionalmente el proyecto después de que el espacio de las instalaciones comerciales se redujera en un 17,4% hasta los 202.610 metros cuadrados. El 16 de junio de 2011, el proyecto recibió la aprobación final del Comité de Revisión del Diseño Urbano y la construcción comenzó en octubre de 2011.